# Kia (Boura)
Pour les articles homonymes, voir Kia.
Ne doit pas être confondu avec Kya.
Kia est une commune rurale située dans le département de Boura de la province de Sissili dans la région du Centre-Ouest au Burkina Faso.

## Géographie
Kia est située à environ 2 km au sud-est de Yoro et à 5 km au nord de la frontière avec le Ghana.